# La Seria
La Seria est une série télévisée française de 5 épisodes créée par Amic Bedel et Julien Campredon.
Elle est proposée depuis le 3 avril 2023 sur la plateforme France.tv.
La série est diffusée sur France 3 Occitanie à partir du 20 septembre 2023 en deuxième partie de soirée,.

## Synopsis
L'histoire suit deux amis trentenaires que tout oppose.
Thomas Lebouly, jeune homme idéaliste et occitanophone, veut créer la première série TV en occitan. Pour ce faire, il doit convaincre Matthieu Verlhaguet, réalisateur de films d’enterrement, occitanophone mais hermétique à la langue et au projet de le suivre dans cette aventure,.

## Distribution

### Distribution principale
- Damien Valero : Thomas Lebouly
- Marius Blénet : Matthieu Verlhaguet

### Acteurs secondaires
- Yves Frapech  : Jacky Verlhaguet
- Caroline Dufau : Marion Lahitte
- Marçal Coltell : Joan Melendez
- Jean-Louis Blenet : Ange Perolfi
- Rodin Kaufmann : Mikael Fazler
- Laurent Labadie : Yves Laurac
- Soleima Arabi : Cécile Ducrois
- Isabelle Desouza : Delphine
- Chincha Merlincha : Emile
- Pauline Plat : Sandra Naouri
- Robert Reynes : Jean-Louis
- Michel Cordes : lui-même

## Épisodes
1. Spielberg! Barcelona!
2. Davalada al pais de jos la terra
3. Tant que farem aital
4. Soap de calhau
5. Morski Montsegur

## Commentaires
- Il s'agit de la première fiction pour la télévision entièrement en langue occitane[5],[6].
 Le co-auteur et réalisateur Amic Bedel s'inspire de cinéastes comme Alain Guiraudie, ou Audrey Ginestet avec pour objectif de valoriser et de mettre en avant la langue occitane à la télévision et dans l'audiovisuel[7].
- Le premier épisode, qui faisait office de pilote, a été tourné en 2013. Essuyant plusieurs refus de chaines, il a fallu attendre septembre 2021 et l'accord de France 3 Occitanie pour que la suite soit réalisée[8].
- Totalisant cinq épisodes, la fiction a été tournée notamment à Toulouse, Montpellier, Narbonne, Marseille, Barcelone et aux Baléares[9].

## Nominations et récompenses
- 2023 :  sélection officielle du festival International de séries Serielizados (ca)  à Barcelone[10]